# Praça de Espanha (métro de Lisbonne)
Praça de Espanha, anciennement nommée Palhavã, est une station de la ligne bleue du métro de Lisbonne. Elle est située sous la praça de Espanha, à Lisbonne au Portugal.

## Situation sur le réseau
Établie en souterrain, la station Praça de Espanha est située sur la ligne bleue du métro de Lisbonne, entre la station Jardim Zoológico, en direction du terminus nord-ouest Reboleira, et la station São Sebastião, en direction du terminus sud-est Santa Apolónia.

## Histoire
La station, alors dénommée Palhavã, est mise en service le 29 décembre 1959 lors de l'ouverture à l'exploitation de la première ligne du métro, qui prenait la forme d'un Y, la station étant dans la branche occidentale. Elle est renommée Praça de Espanha en 1998.

## Services aux voyageurs

### Desserte
Praça de Espanha est desservie par les rames de la ligne bleue du métro de Lisbonne.

Installations et desserte
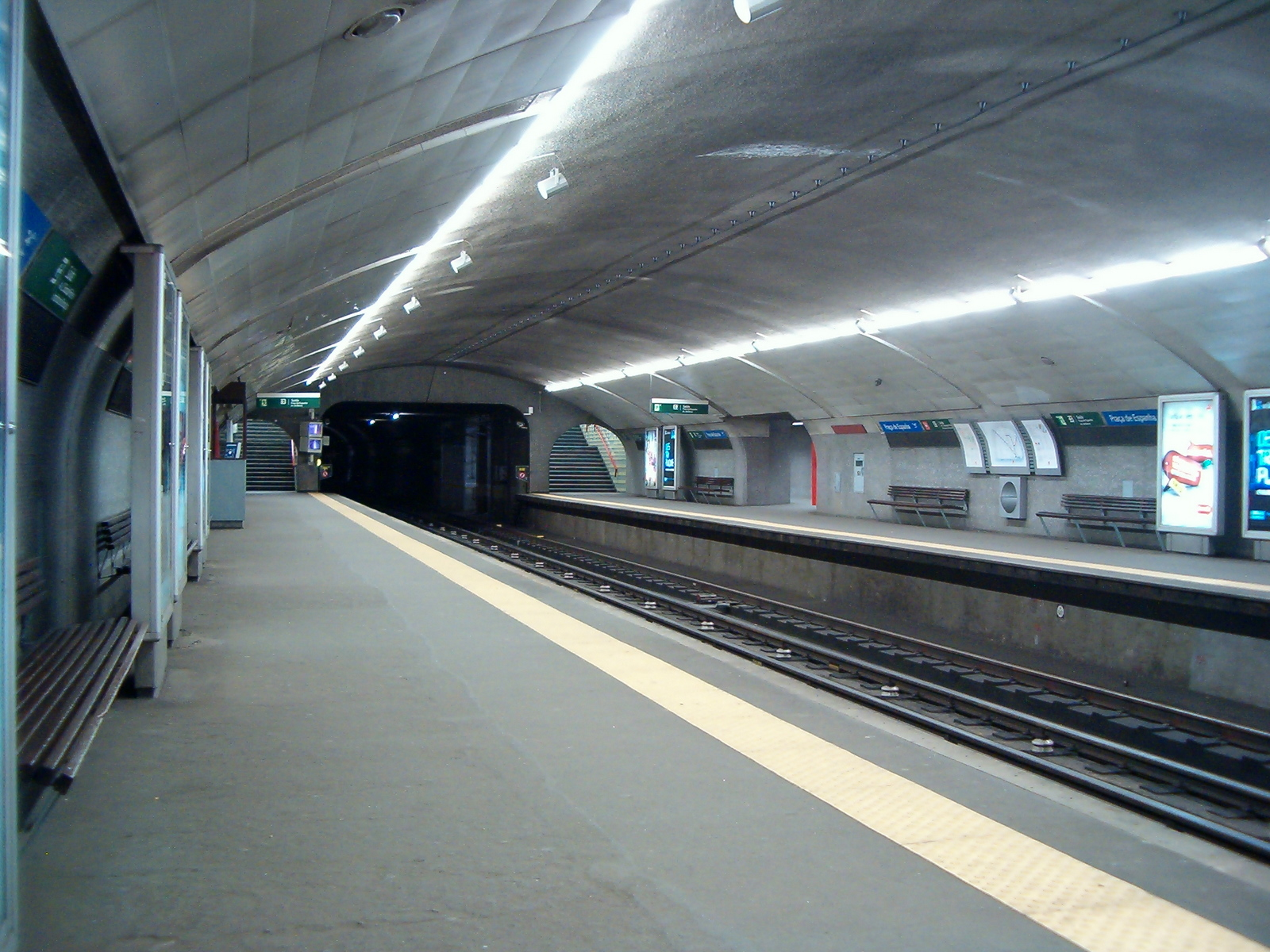
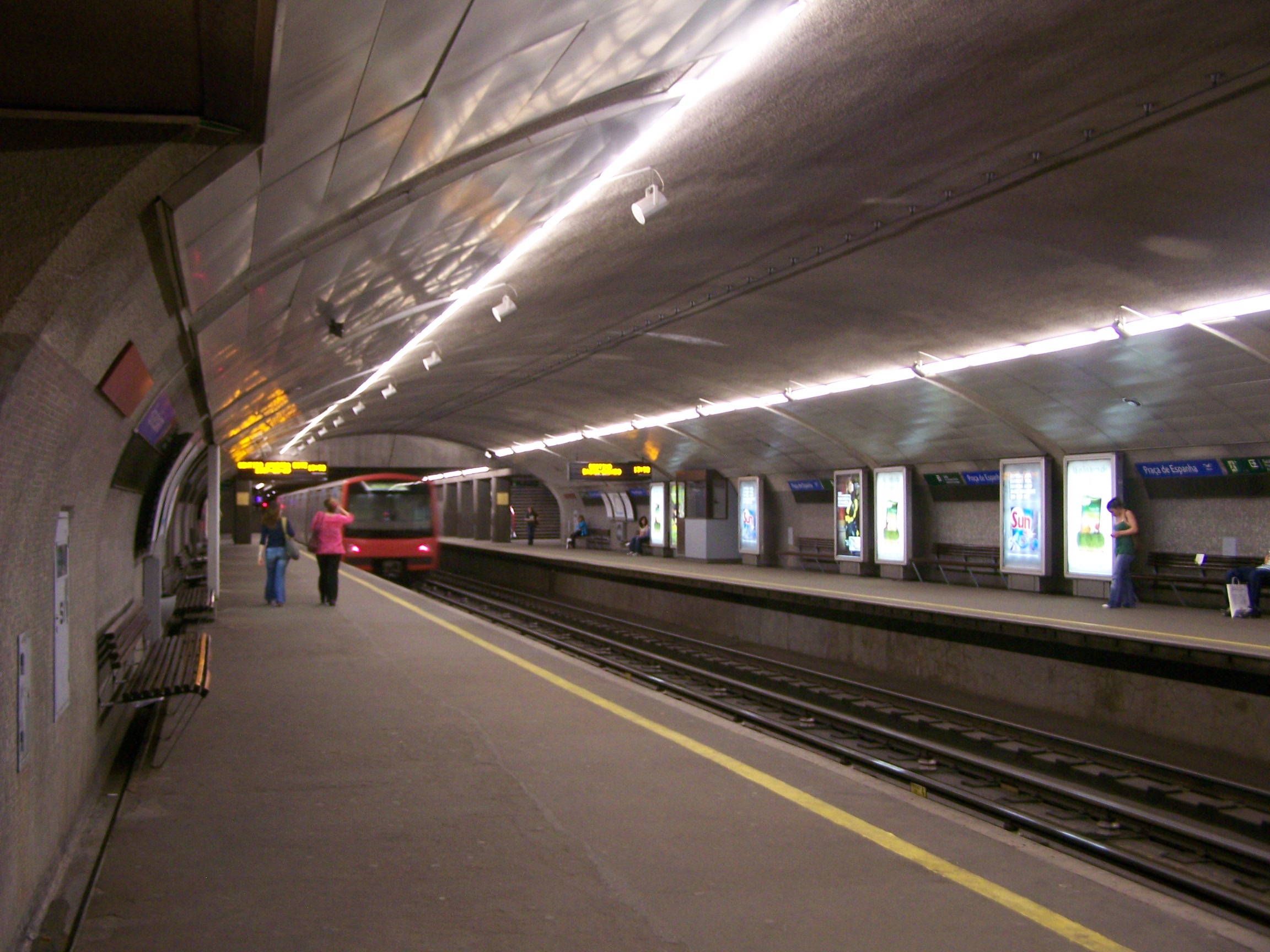
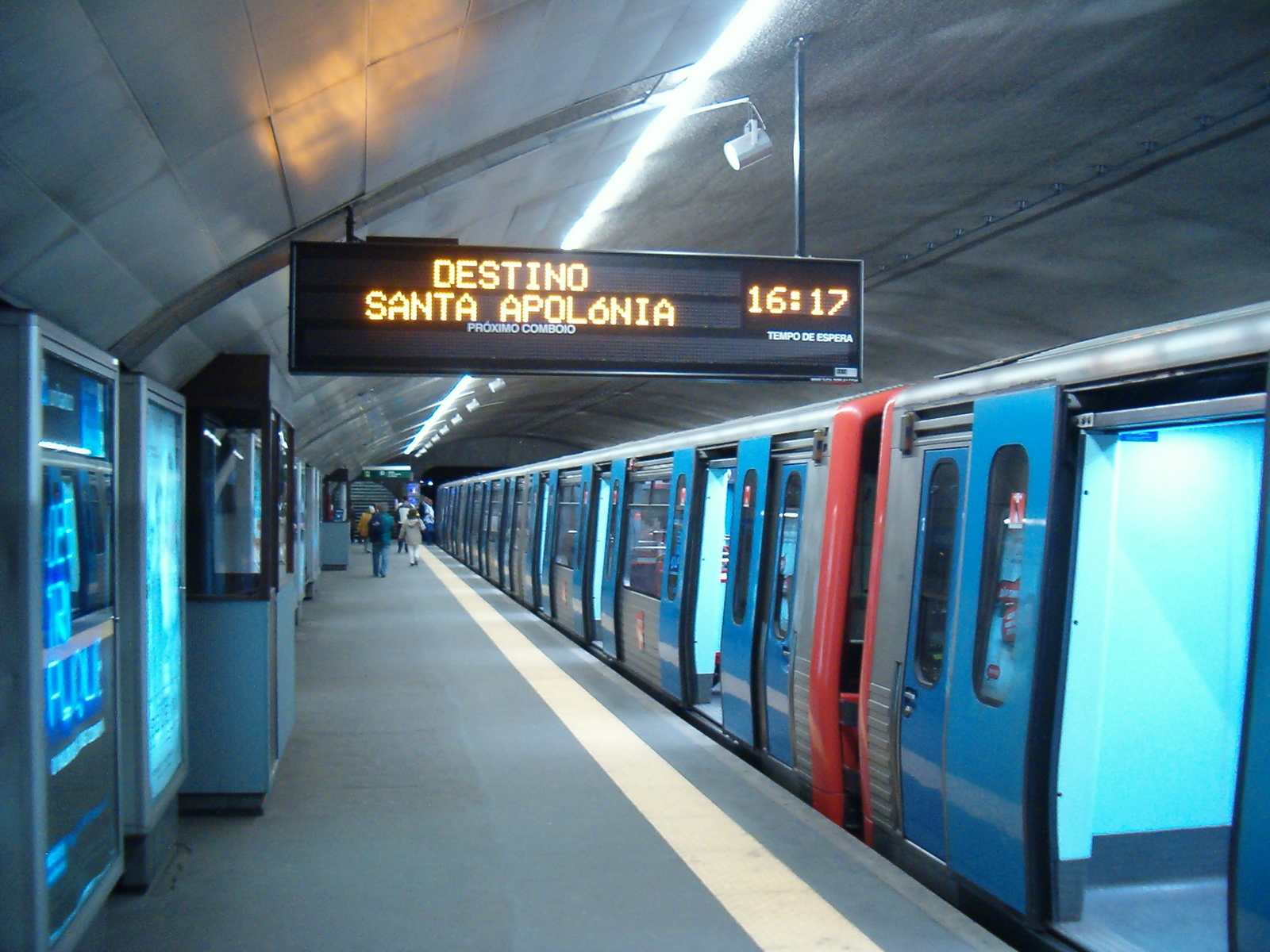